# 占领阿劳卡尼亚
占领阿劳卡尼亚（Ocupación de la Araucanía）（1861-1883）是智利军队与拓荒者们对马普切人领地的一系列的军事活动、协议，以及渗透。它们最终导致了阿劳卡尼亚被吞并入智利领土。智利当局称这一过程为平定阿劳卡尼亚（Pacificación de la Araucanía）。

## 历史

### 背景
马普切人是阿劳卡尼亚的原住民居民，已经在阿劳卡尼亚战争中抵抗了西班牙人的征服企图有三百多年了。这之前，他们还击败过印加人。曾经，马普切人与印加帝国的界线是马乌莱河一带，而后来，西班牙人则成功地将界线确立为了比奥比奥河。阿劳卡尼亚战争在18和19世纪逐渐平息。这段时间里，边界一带的商业关系开始发展，文化与种族的混合也加强了。安布罗西奥·奥希金斯和其他的智利当权者们与若干名马普切酋长制定了协议，结束了双方的敌对行为。在18世纪晚期举行的那些会议中，一些马普切首领接受了西班牙国王为阿劳卡尼亚的按照法律的统治者，但是在实际上，西班牙当权者们也认可了他们的自治。
在19世纪，新生的智利共和国开始了一段时间的经济的繁荣，并在与西班牙、秘鲁、玻利维亚的战争中获得了成功。尽管西班牙人在征服马普切人上失败了，但是智利的政治家们同样开始感兴趣于对马普切人采取行动，这其中一个原因是马普切部落们在长期不变地对阿根廷的乡村地区进行抢劫。另外，智利的人口增长得飞快，在19世纪50年代，移民们就已经定居在了阿劳卡尼亚以南的瓦尔迪维亚、奥索尔诺、兰奇胡亚一带，并且甚至从1843年起，就有移民在麦哲伦海峡一带定居了。阿劳卡尼亚地区将智利分成了两部分，使得智利的运输困难，并阻止了智利获得领土上的连续性。不仅如此，为了定居，智利人还渴望更多的耕地。因此，智利总统曼努埃尔·蒙特·托雷斯在1852年宣布成立阿劳科省，意图掌管比奥比奥河以南、托尔滕河以北的所有领土。

### 计划
之后在智利总统何塞·華金·佩雷斯·马斯卡亚诺统治时期的1860年，法国律师奥雷利耶-安托万·德·图南宣布成立了阿劳卡尼亚及巴塔哥尼亚王国，而这一宣布成为了正式吞并阿劳卡尼亚的借口。按照科尔内利奥·萨韦德拉·罗德里格斯将军制定的一个计划，智利当局同时进行了军事与文化的渗透，其中包括与当地的酋长们制定协议，建立定居点，以及建造铁路、道路和其他的公共基础设施，如学校与医院。

### 占领

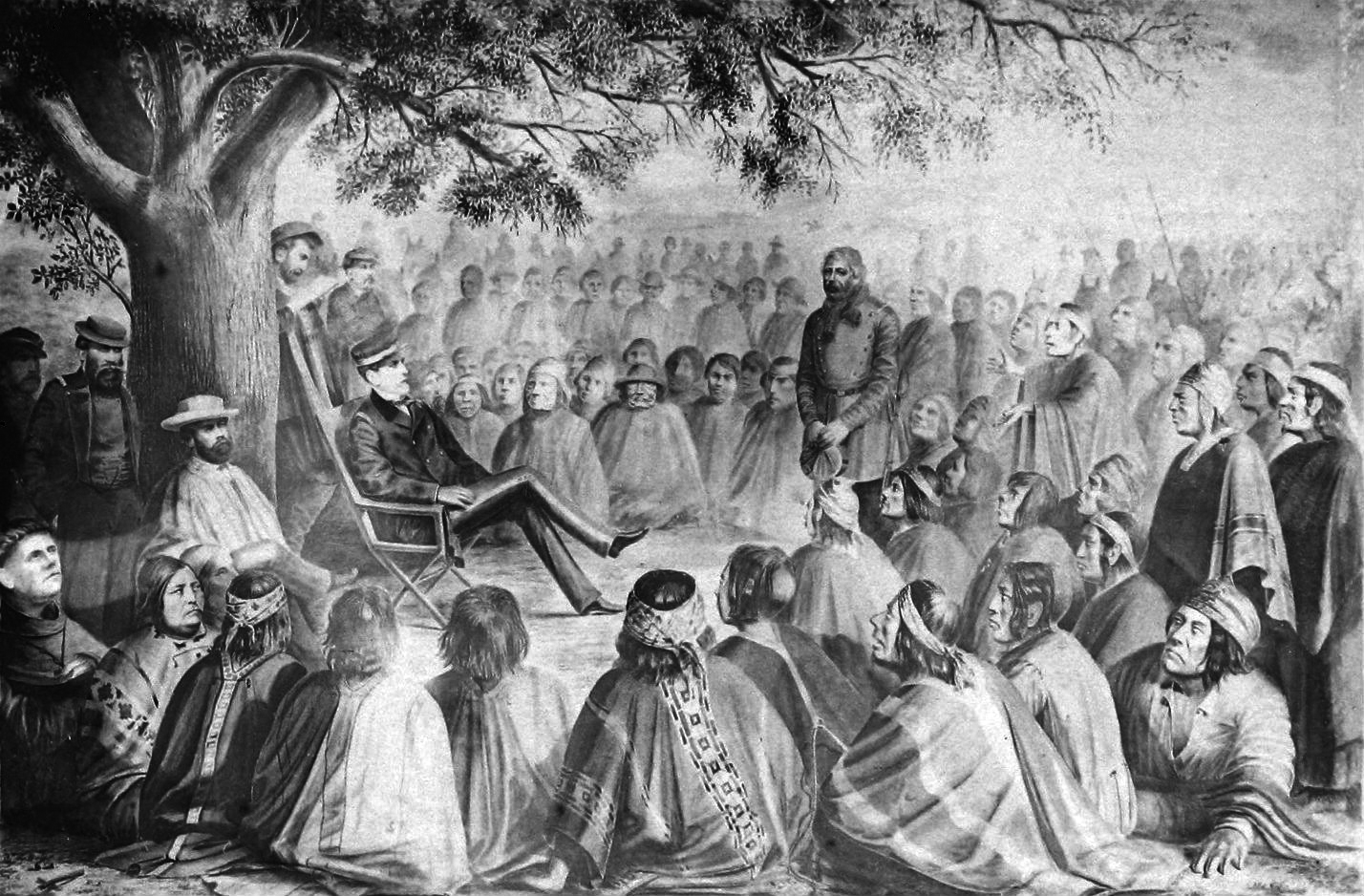
1869年科尔内利奥·萨韦德拉·罗德里格斯与阿劳卡尼亚的主要的酋长们会面。

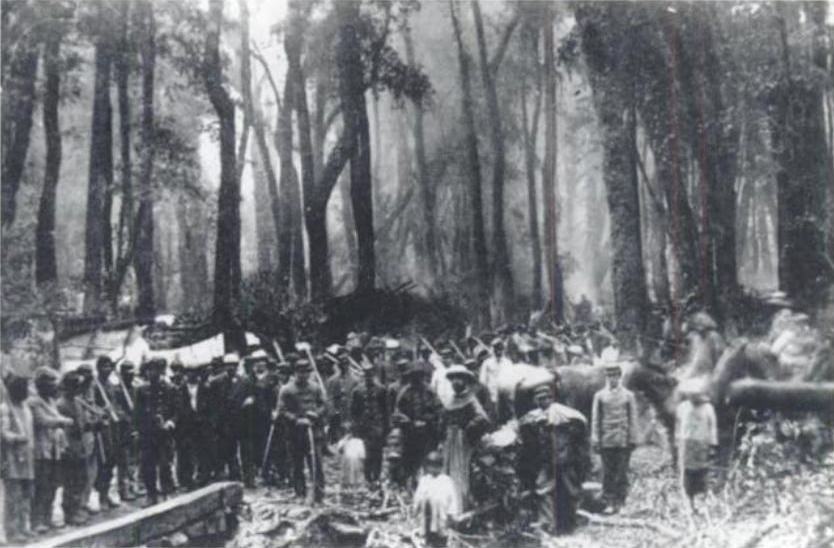
占领阿劳卡尼亚期间的智利军队。

在1862年，萨韦德拉将军快速行进到马列科河并在那里建立了安戈尔城以及穆尔琴堡垒和莱布堡垒。而南边的瓦尔迪维亚的部队则顺利地沿着海岸进发，到达了托尔滕河地区。这便是占领行动的第一阶段。这一阶段在实施中遭遇到的抵抗的等级相对地低，但是不久后，马列科河附近的部落们就发动了造反。尽管当地有着暴动，然而普伦城还是于1869年在最稠密的马普切人口中心被建立了。这座城市确保了安戈尔与海岸地区（阿劳科省）的交流。
从1871年到1879年，巴西利奥·乌鲁蒂亚·巴斯克斯将军负责进行占领。他将占领地区扩展到了马列科河。在马列科河的北岸，他的军队建立了一条由2500名士兵守卫的防线，并建立了安戈尔到科伊普伊之间的电报系统。
当硝石战争在1879年爆发，智利南部的许多士兵便被调遣到了北部，去和秘鲁与玻利维亚打仗。在1880年，若干个马普切部落趁此时机，发动了对各个智利堡垒的一系列的大型而未能成功的攻击。
智利军队从硝石战争胜利而归，之后，多明戈·聖馬里亞·岡薩雷斯政府发动了将马普切人的心脏地带吞并入智利的最后一战。格雷戈里奥·乌鲁蒂亚·贝内加斯上校被选中来完成这一任务。老西班牙城镇比亚里卡被重建，而卡拉韦、劳塔罗、皮良莱尔武、特木科、新帝国城、普孔等地也被建立了堡垒。那些生活在这些堡垒附近的部落们失去了他们的领地，并且大约有10000名马普切印第安人在与智利军队的小规模战斗中被杀死。许多幸存者逃到了安第斯山脉，并在那里加入了佩文切人们（马普切人的一支）和其他的从东边的阿根廷领地逃来的部落们。还有一些幸存的原住民被安置在了印第安人保留区，而他们的土地则被交给了智利的和外国的拓荒者们。

### 结局
军事活动虽然结束了，但是阿劳卡尼亚并没有完全太平，并且尽管中央政府做出了努力，然而阿劳卡尼亚依然是不安全的。即使现在，一些极端的小型马普切人组织仍然在阿劳科-马列科协调者的组织下继续地劫掠那些他们认为建造在了马普切人祖传的领地上的庄园们。马列科高架道路在19世纪90年代被建造好，因此进入阿劳卡尼亚更加容易，也因此智利南部的定居点们被巩固了。最后被占领的区域是比奥比奥河一带的高地和布迪湖附近的海岸地区。到了1929年，智利政府已经将将近5000公顷土地，共3000多块小块土地交给了阿劳卡尼亚的拓荒者们。在1934年，477名工人与马普切人在比奥比奥河上游的兰基尔大屠杀中被杀死。
阿根廷军队也从事了他们的平定巴塔哥尼亚的军事活动，那就是“征服沙漠”，这导致了巴塔哥尼亚的马普切人迁移到了智利。马普切人被阿根廷军队驱赶，他们经过了马穆伊尔-马拉尔山隘，到达了库拉雷韦的山谷，并定居在了那里。在阿根廷，剩余的原住民们灭绝了。在智利，剩余的印第安人群体被强迫地同化入了智利社会。
在1927年成为了智利的国家警察部队和宪兵队的智利卡宾枪兵兵团的第一批成员们是在1903年组成的，目的就是将法律与秩序带到阿劳卡尼亚地区。